# بول ستاركي
بول ستاركي (بالإنجليزية:Paul Starkey) باحث بريطاني ومترجم متخصص مجال الأدب العربي.

## عن حياته
حصل على الدكتوراه من جامعة أكسفورد. كان موضوع رسالته العلمية عن أعمال الكاتب المصري توفيق الحكيم. ويشغل حاليا منصب رئيس قسم اللغة العربية في جامعة دورهام.